# Volvo 760

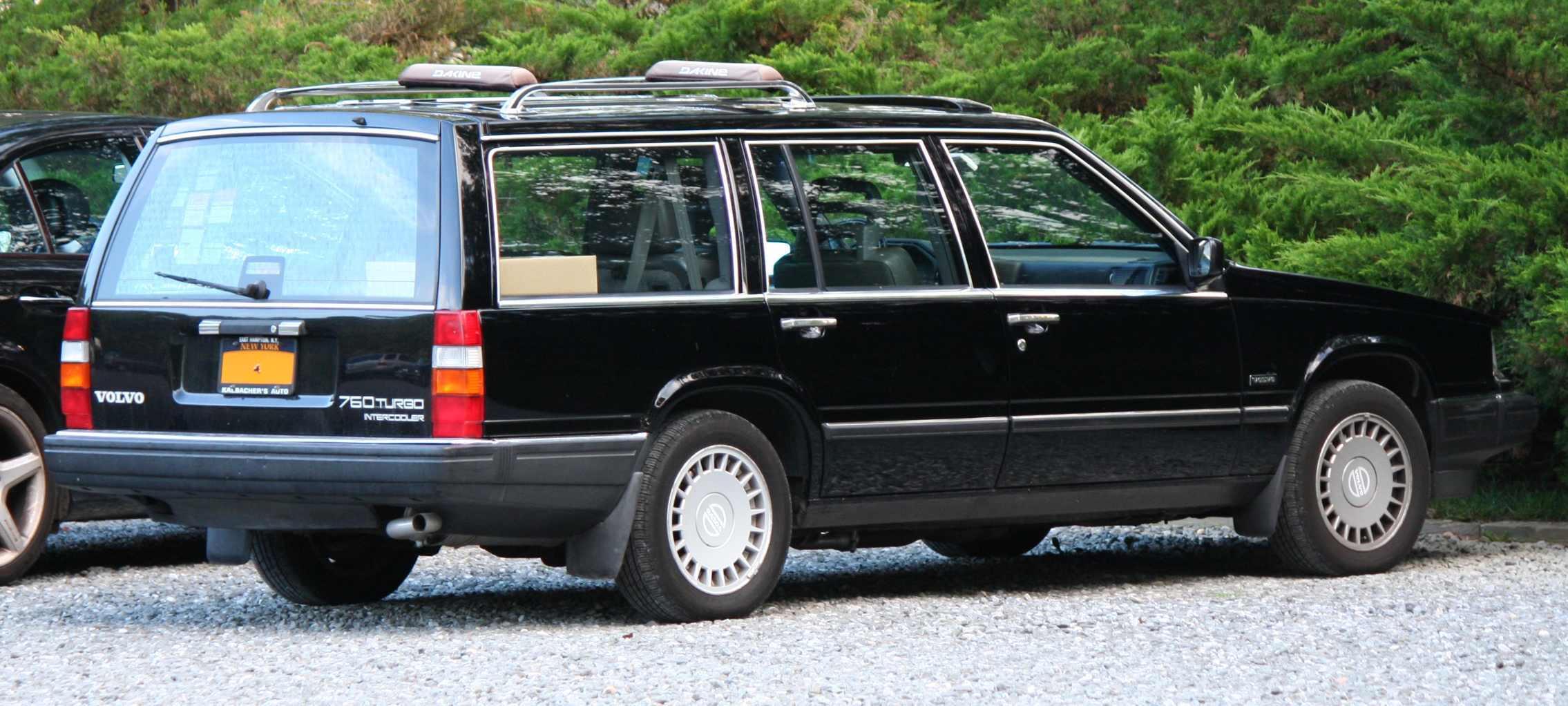
1989 Volvo 760 Turbo Intercooler (kombi)

Volvo 760 – seria samochodów osobowych klasy średniej-wyższej produkowanych przez szwedzką firmę Volvo AB w latach 1982–1990. Dostępne były jako 4-drzwiowe sedany lub 5-drzwiowe kombi. Następca modelu 260. Do napędu używano silników R4, R6 oraz V6. Moc przenoszona była na oś tylną poprzez 5-biegową manualną bądź 4-biegową automatyczną skrzynię biegów. Samochód został zastąpiony przez model 960.
W plebiscycie na Europejski Samochód Roku 1983 model zajął 3. pozycję (za Audi 100 C3 i Fordem Sierrą).

## Dane techniczne ('83 760 GLE)
Źródło:

### Silnik
- V6 2,8 l (2849 cm³), 2 zawory na cylinder, SOHC
- Układ zasilania: wtrysk Bo K-Jet
- Średnica cylindra × skok tłoka: 91,00 mm × 73,00 mm
- Stopień sprężania: 9,5:1
- Moc maksymalna: 158 KM (116 kW) przy 5700 obr./min
- Maksymalny moment obrotowy: 234 N•m przy 3000 obr./min

### Osiągi
- Przyspieszenie 0-100 km/h: 10,5 s
- Prędkość maksymalna: 190 km/h

## Dane techniczne ('85 760 Turbo)
Źródło:

### Silnik
- R4 2,3 l (2316 cm³), 2 zawory na cylinder, SOHC, turbo
- Układ zasilania: wtrysk Bo Mot
- Średnica cylindra × skok tłoka: 96 mm × 80 mm
- Stopień sprężania: 9,0:1
- Moc maksymalna: 182 KM (134 kW) przy 5800 obr./min
- Maksymalny moment obrotowy: 260 N•m przy 3400 obr./min

### Osiągi
- Przyspieszenie 0-100 km/h: b/d
- Prędkość maksymalna: 200 km/h